# Herman Stengel
Herman Sørby Stengel (Lørenskog, 26 agosto 1995) è un calciatore norvegese, centrocampista dello Strømsgodset.

## Carriera

### Club

#### Stabæk
Stengel ha giocato nella formazioni giovanili dell'Hokksund e dello Stabæk. Esordì nella prima squadra di quest'ultimo il 1º maggio 2011, quando è stato titolare nel successo per 0-1 sull'Holmlia, in un incontro valido per l'edizione stagionale del Norgesmesterskapet. Il 2 ottobre dello stesso anno ha debuttato nell'Eliteserien, quando è stato schierato dal primo minuto in occasione del successo per 2-0 sul Sarpsborg 08.

#### Vålerenga
L'11 dicembre 2013 ha firmato un contratto quadriennale con il Vålerenga, valido a partire dal 1º gennaio 2014. Ha esordito in squadra il 6 aprile, subentrando a Morten Berre nella vittoria casalinga per 3-1 sul Bodø/Glimt. Il 25 maggio 2014 ha segnato la prima rete, nel successo per 2-3 in casa del Brann.

#### Strømsgodset
Il 20 novembre 2017, lo Strømsgodset ha reso noto l'ingaggio di Stengel, che sarebbe arrivato a parametro zero il successivo 1º gennaio: il giocatore ha firmato un contratto triennale.

### Nazionale
Ha giocato nelle nazionali giovanili norvegesi Under-15, Under-16, Under-17, Under-18 ed Under-19.

## Statistiche

### Presenze e reti nei club
Statistiche aggiornate al 2 gennaio 2018.
| Stagione         | Club             | Campionato       | Campionato | Campionato | Coppe nazionali | Coppe nazionali | Coppe nazionali | Coppe continentali | Coppe continentali | Coppe continentali | Supercoppe | Supercoppe | Supercoppe | Totale | Totale |
| Stagione         | Club             | Comp             | Pres       | Reti       | Comp            | Pres            | Reti            | Comp               | Pres               | Reti               | Comp       | Pres       | Reti       | Pres   | Reti   |
| ---------------- | ---------------- | ---------------- | ---------- | ---------- | --------------- | --------------- | --------------- | ------------------ | ------------------ | ------------------ | ---------- | ---------- | ---------- | ------ | ------ |
| 2011             | Stabæk           | ES               | 5          | 0          | CN              | 1               | 0               | -                  | -                  | -                  | -          | -          | -          | 6      | 0      |
| 2012             | Stabæk           | ES               | 20         | 0          | CN              | 3               | 0               | UEL                | 2                  | 0                  | -          | -          | -          | 25     | 0      |
| 2013             | Stabæk           | 1D               | 29         | 0          | CN              | 4               | 1               | -                  | -                  | -                  | -          | -          | -          | 33     | 1      |
| Totale Stabæk    | Totale Stabæk    | Totale Stabæk    | 54         | 0          |                 | 8               | 1               |                    | 2                  | 0                  |            | -          | -          | 64     | 1      |
| 2014             | Vålerenga        | ES               | 24         | 2          | CN              | 2               | 0               | -                  | -                  | -                  | -          | -          | -          | 26     | 2      |
| 2015             | Vålerenga        | ES               | 23         | 2          | CN              | 2               | 2               | -                  | -                  | -                  | -          | -          | -          | 25     | 4      |
| 2016             | Vålerenga        | ES               | 28         | 8          | CN              | 4               | 1               | -                  | -                  | -                  | -          | -          | -          | 32     | 9      |
| 2017             | Vålerenga        | ES               | 21         | 6          | CN              | 5               | 1               | -                  | -                  | -                  | -          | -          | -          | 26     | 7      |
| Totale Vålerenga | Totale Vålerenga | Totale Vålerenga | 96         | 18         |                 | 13              | 4               |                    | -                  | -                  |            | -          | -          | 109    | 22     |
| 2018             | Strømsgodset     | ES               | 0          | 0          | CN              | 0               | 0               | -                  | -                  | -                  | -          | -          | -          | 0      | 0      |
| Totale           | Totale           | Totale           | 150        | 18         |                 | 21              | 5               |                    | 2                  | 0                  |            | -          | -          | 173    | 23     |